# Labastide-Chalosse
Labastide-Chalosse è un comune francese di 135 abitanti situato nel dipartimento delle Landes nella regione della Nuova Aquitania.

## Società

### Evoluzione demografica
Abitanti censiti